# GOD SAVE THE ROCK'N ROLL
『GOD SAVE THE ROCK'N ROLL』（ゴッド・セイブ・ザ・ロックンロール）は、KATZEのライブアルバム。1991年8月1日発売。発売元はテイチク・レコード（現・テイチクエンタテインメント）。

## 解説
KATZEのライブ・アルバム。解散ツアー最終公演5月26日の東京・中野サンプラザ公演より14曲を抜粋、収録されている。結成時よりライブのみで披露されていた楽曲「LONELY NIGHT」がこの作品にて初音源化されている。

## 収録曲
1. LOVE GENERATION
2. SHOCKING PART II
3. DEAR MY
4. BLIND EMOTION
5. DON'T CRY ANY MORE
6. 僕の顔 (WE ARE THE CHILDREN)
7. 90's PAIN
8. DO! YOU HOT?
9. BIG BOSS
10. STAY OR GO!
11. SOME DAY
12. STAY FREE
13. LONELY NIGHT
14. Good Times Bad Times